# Parafia Zaśnięcia Matki Bożej w Kenai
Parafia Zaśnięcia Matki Bożej – parafia prawosławna w Kenai. Jedna z 9 parafii tworzących dekanat Kenai diecezji Alaski Kościoła Prawosławnego w Ameryce.

## Historia
Parafię w Kenai założył w 1845 ihumen Nikołaj Militow. Cztery lata później w miejscowości wzniesiono pierwszą cerkiew parafialną. W 1859 według danych rosyjskiej misji prawosławnej na Aleutach i Alasce w okolicach Kenai żyło już 1432 ochrzczonych rdzennych mieszkańców. W 1895 Świątobliwy Synod Rządzący Rosyjskiego Kościoła Prawosławnego przekazał 400 dolarów na potrzeby budowy nowej świątyni, która istnieje do naszych czasów. W 1906 została ona poświęcona.
Przy parafii działa szkoła niedzielna.